# Vajdej (Felsőszálláspatak község)
Vajdej (Felsőszálláspatak község), románul: Râu Mic, falu Romániában, Erdélyben, Hunyad megyében.

## Fekvése
Hátszegtől és Fejérvíztől délre fekvő település.

## Története
Vajdej nevét 1523-ban említette először oklevél p. Waydeyey formában.
Későbbi névváltozatai: 1733-ban Vajdejéj, 1750-ben Vajdej, 1808-ban Vajdej, Wajwoden, Vojvod, 1913-ban Vajdej.
A trianoni békeszerződés előtt Hunyad vármegye Puji járásához tartozott. 1910-ben 253 görögkatolikus román lakosa volt.

## Források

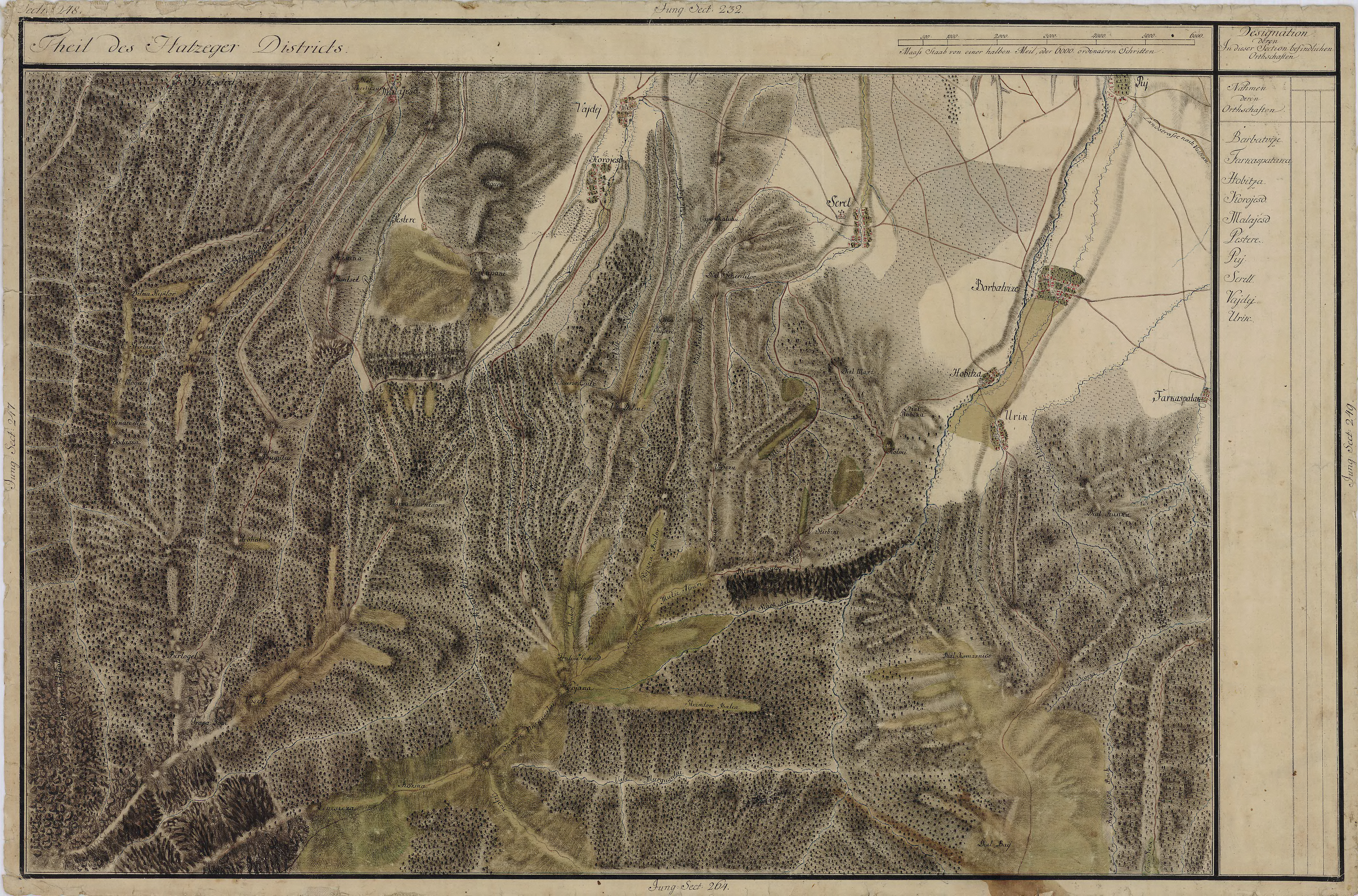
Vajdej és környéke egy régi térképen